# Saint-Denis-de-Gastines
Saint-Denis-de-Gastines ist eine französische Gemeinde mit 1.440 Einwohnern (Stand: 1. Januar 2022) im Département Mayenne in der Region Pays de la Loire; sie gehört zum Arrondissement Mayenne und zum Kanton Ernée. Die Einwohner werden Dionysien Gastinais genannt.

## Geographie
Saint-Denis-de-Gastines liegt etwa 36 Kilometer nordnordwestlich von Laval. Umgeben wird Saint-Denis-de-Gastines von den Nachbargemeinden Carelles und Colombiers-du-Plessis im Norden, Brecé im Nordosten, Châtillon-sur-Colmont im Osten, Vautorte im Süden und Südosten, Montenay im Süden, Ernée im Süden und Südwesten, Larchamp im Westen sowie Montaudin im Nordwesten.

## Bevölkerungsentwicklung
| Jahr                       | 1962 | 1968 | 1975 | 1982 | 1990 | 1999 | 2006 | 2019 |
| Einwohner                  | 1951 | 2048 | 1884 | 1789 | 1721 | 1683 | 1685 | 1447 |
| Quellen: Cassini und INSEE |      |      |      |      |      |      |      |      |

## Sehenswürdigkeiten

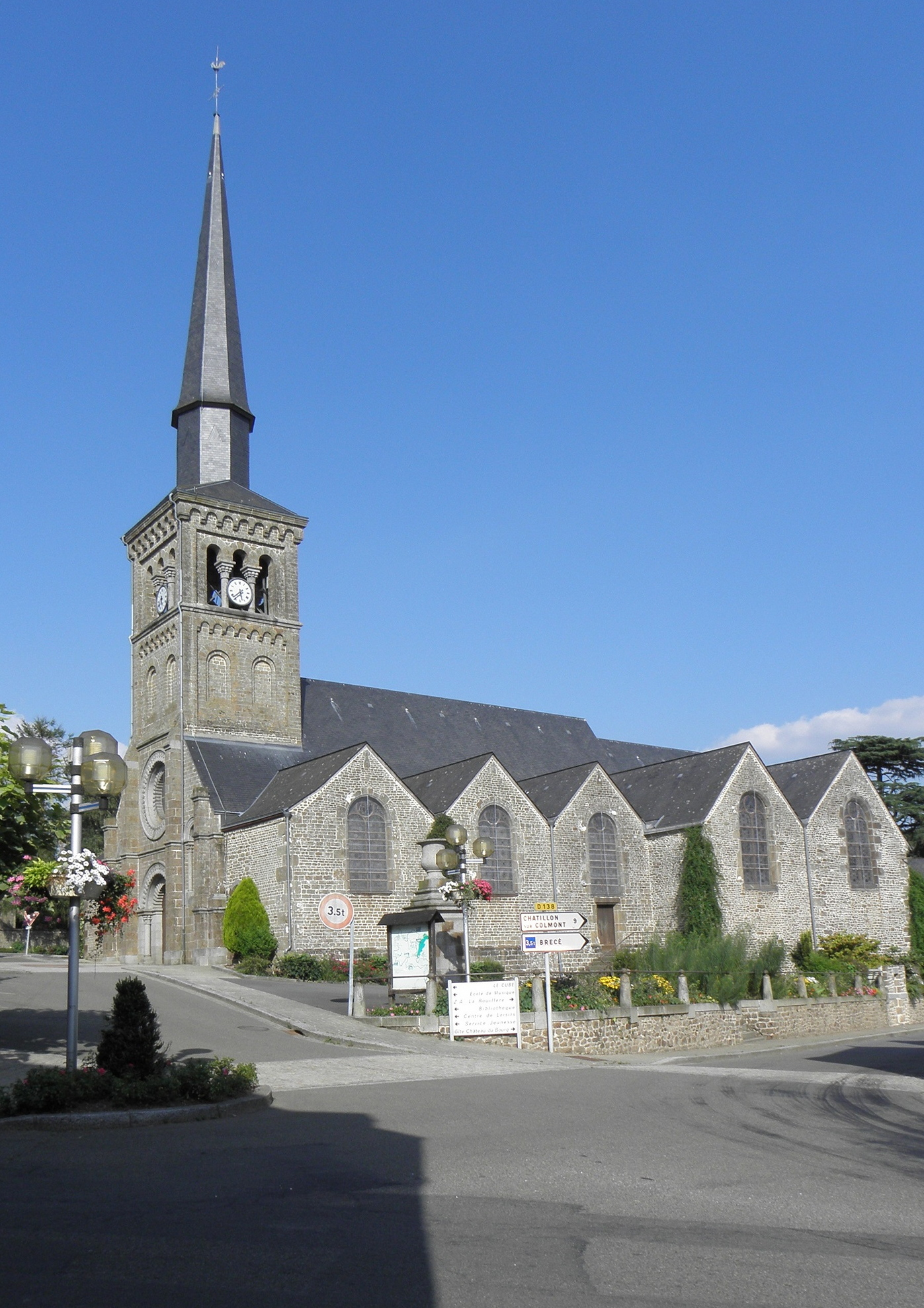
Kirche Saint-Denis
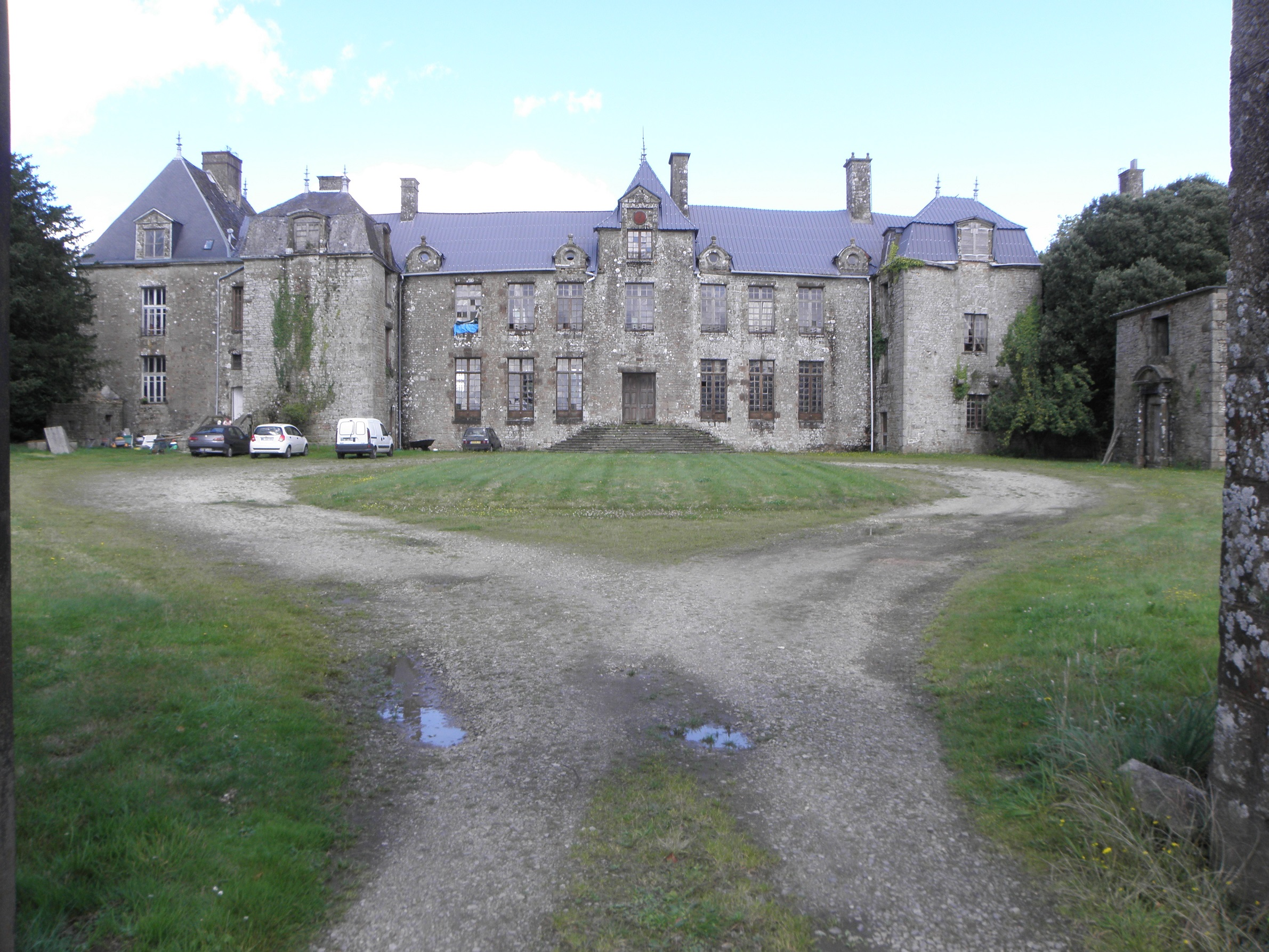
Schloss Montflaux, Monument historique
- Schloss Rigardon
- Mühle von Fumeçon

- Kirche Saint-Denis
- Schloss Montflaux

## Persönlichkeiten
- Jean-Louis de Fromentières (1632–1684), Bischof von Aire
- Pierre Fauchard (1678–1761), Zahnarzt
- Renée-Caroline-Victoire de Froulay (1714–1803), Schriftstellerin
- Jean-Baptiste-Amédée Georges-Massonnais (1805–1860), Bischof von Périgueux